# 弗里斯科 (北卡羅萊納州)
弗里斯科（英語：Frisco）是位於美國北卡羅萊納州戴爾縣的普查規定居民點。

## 人口
根據2020年美國人口普查的數據，弗里斯科的面積為16.20平方千米，當中陸地面積為12.54平方千米，而水域面積為3.66平方千米。當地共有人口994人，而人口密度為每平方千米61.36人。